# Plagiosiphon
Plagiosiphon es un género de fanerógamas perteneciente a la familia Fabaceae. Es originario de África.

## Especies
A continuación se brinda un listado de las especies del género Plagiosiphon aceptadas hasta mayo de 2011, ordenadas alfabéticamente. Para cada una se indica el nombre binomial seguido del autor, abreviado según las convenciones y usos.
- Plagiosiphon discifer Harms
- Plagiosiphon emarginatus (Hutch. & Dalziel) J.Leonard
- Plagiosiphon gabonensis (A.Chev.) J.Leonard
- Plagiosiphon longitubus (Harms) J.Leonard
- Plagiosiphon multijugus (Harms) J.Leonard